# Frédéric Pelletier

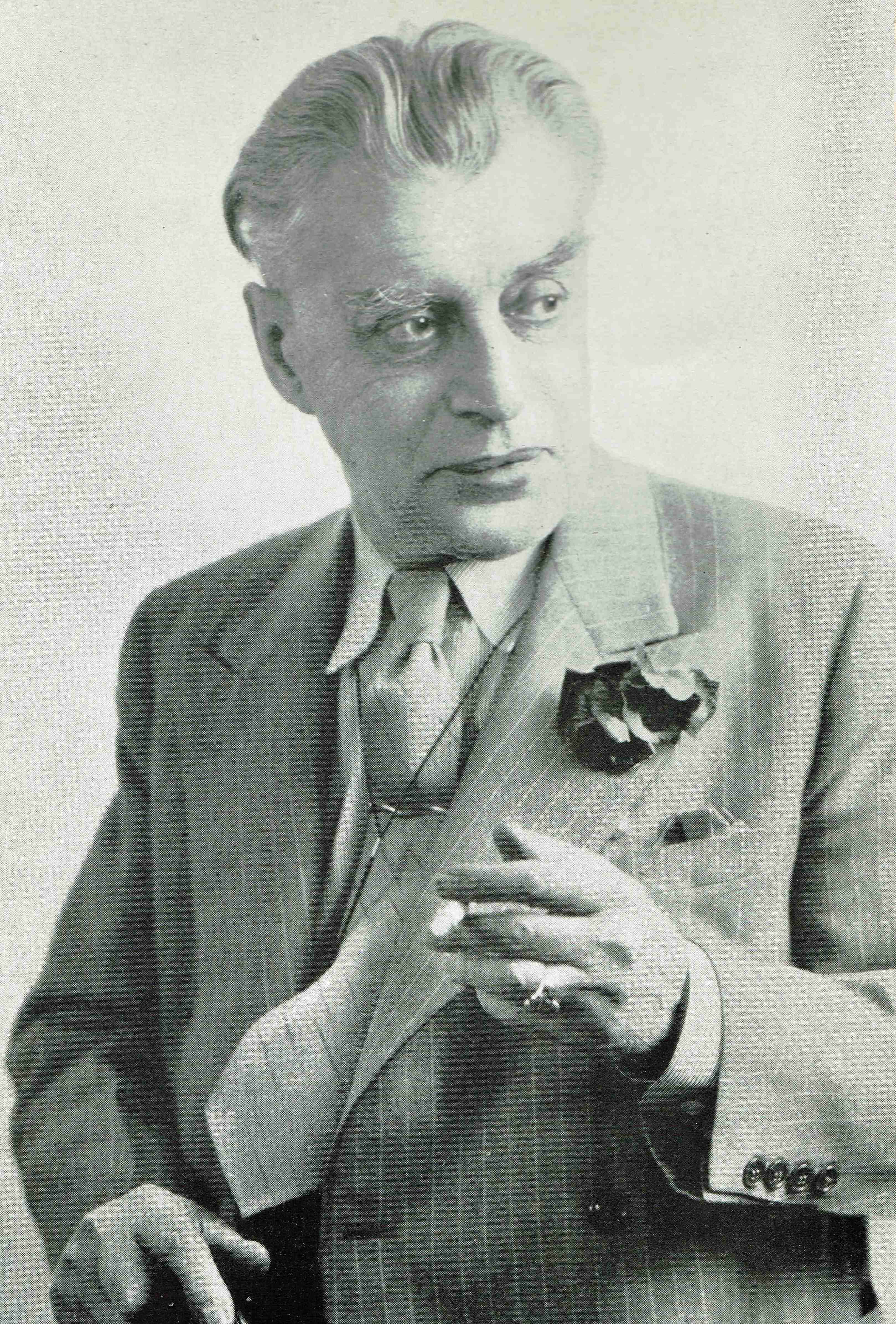
Frédéric Pelletier (1923)

Frédéric Pelletier (* 1. Mai 1870 in Montreal; † 30. Mai 1944 ebenda) war ein kanadischer Musikkritiker, Chordirigent und Komponist.

## Leben und Wirken
Pelletier studierte Klavier bei seinem Vater Romain-Octave Pelletier, Gesang bei Guillaume Couture sowie Harmonielehre und Kontrapunkt bei Achille Fortier. Er absolvierte ein Medizinstudium, gab seine Praxis aber bald zugunsten seiner musikalischen und journalistischen Interessen  auf.
Bis 1914 wirkte er als Journalist und Herausgeber bei verschiedenen Tageszeitungen Montreals, danach war er bis 1921 Sekretär des städtischen Gesundheitsdepartments und bis 1944 Bibliothekar und Publizist beim Gesundheitsdepartement der Provinz Quebec. Seit 1900 arbeitete er daneben als Kolumnist für verschiedene Zeitschriften. Bis 1911 veröffentlichte er anonym oder unter dem Pseudonym Remi Siffadaux Rezensionen und Musikkritiken u. a. in La Patrie, La Presse und Le Devoir, dessen Musikkritiker er dann von 1916 bis 1944 war. Daneben schrieb er für La Musique (1919–21), Musical America (1923–1925), Entre-Nous (1929–1931), L’Art musical, La Lyre, Musical Canada und Quinzaine musicale et artistique.
Pelletier wirkte als Chorleiter an der St-Léon Church (1909), an St James-the-Less (1910–1936) und Ste-Brigide (1923–1924). 1922 gründete er die Saint-Saëns Choral Society, mit der er im gleichen Jahr Samson et Dalila mit den Sängern Cédia Brault und Émile Gour aufführte.
Als Korrespondent der Association française d’expansion et d’échanges artistiques (später Association française d’action artistique) organisierte er 1931 den ersten Besuch des französischen Kinderchores Les Petits Chanteurs à la croix de bois in Kanada, der später viele seiner Volksliedbearbeitungen in sein Repertoire aufnahm.
Er unterrichtete Musikgeschichte am Conservatoire National in Montreal, von 1933 bis 1944 auch an der École Vincent d’Indy, und war von 1932 bis 1935 Präsident der Académie de musique du Québec. 
Pelletier komponierte Motetten, ein Requiem, zwei Oratorien, Volksliedbearbeitungen sowie Orgelwerke. Außerdem schrieb er das Vorwort zur ersten umfassenden Darstellung der kanadischen Musikgeschichte Musiciens canadiens. Seine Memoiren unter dem Titel Montreal, fin de siècle sind bis heute ungedruckt.
Neben ihm und seinem Vater war auch sein Bruder Romain Pelletier ein bekannter Komponist, sein Sohn Romain-Octave Pelletier ein Musikkritiker und -produzent.

## Werke
- Stabat Mater, 1916
- Requiem Mass, 1919
- Ludus puerilis für Orgel, 1926 (Orchesterfassung von Rosario Bourdon 1943)
- La Rédemption, Oratorium
- Le Triptyque d’oraisons, Oratorium, 1943

## Schriften
- Vorwort zu Musiciens canadiens
- Initiation à l’orchestre, 1948
- Montréal, fin de siècle, Autobiographie, Manuskript